# Fritz Podehl
Fritz Carl Ferdinand Podehl (né le 9 septembre 1892 à Berlin, mort le 1er mars 1960 à Grünwald) est un critique de cinéma, directeur de production et scénariste allemand.

## Biographie
Podehl suit le séminaire des professeurs des écoles municipales de Berlin avant de devenir rédacteur en chef. De 1919 à 1922, il rédige de nombreuses critiques de films pour la revue Der Film. Entre 1922 et 1928, il travaille comme dramaturge en chef et directeur de production chez Gloria-Film Berlin, et de 1929 à 1940, il travaille à l'UFA en tant que dramaturge en chef et adjoint à la production. De 1941 jusqu'à la fin de la Seconde Guerre mondiale en 1945, il reprend la production de films pour Wien-Film avec son propre groupe de production.
Après la fin de la guerre, Fritz Podehl arrête la production et, après un court intermède, de 1947 à 1949, où il est directeur artistique des éditions Bloch Erben, revient. De 1949 à 1954, Podehl est à la tête de la Freiwillige Selbstkontrolle der Filmwirtschaft.

## Filmographie
- 1923 : Die grüne Manuela (de) (scénario)
- 1936 : Savoy-Hotel 217
- 1942 : Amour d'été (de)
- 1942 : Le Vengeur (de)
- 1944 : Der gebieterische Ruf
- 1945 : Liebe nach Noten